# Henri Frankfort
Henri Hans Frankfort (né à Amsterdam le 24 février 1897 - mort à Londres le 16 juillet 1954) est un égyptologue néerlandais. Il a épousé Henriette Groenewegen (en) et plus tard Enriqueta Harris.

## Biographie
Frankfort a étudié l'histoire à l'université d'Amsterdam, puis s'installe à Londres où, en 1924, il a une maîtrise sous la direction de Sir Flinders Petrie à l'University College. En 1927, il obtient un doctorat à l'université de Leyde.
Entre 1925 et 1929, Frankfort est directeur des fouilles de la Société d'exploration de l'Égypte à Amarna, Abydos et Armant. En 1929, il est sollicité par James Henry Breasted pour devenir le directeur de l'institut oriental de l'expédition de Chicago en Irak. Il publie en 1939 ce que Mark Chavalas estime peut-être sa réalisation la plus élaborée Cylinder Seals: A Documentary Essay on the Art and Religion of the Ancient Near East,. Dans un travail collaboratif avec son épouse, John A. Wilson et Thorkild Jacobsen, il publie en 1946 The Intellectual Adventure of Ancient Man, un travail sur la nature du mythe et la réalité. Frankfort publie en 1948 Kingship and the Gods, « un classique » dans l'opinion de John R. Baines. En 1948, il devient directeur de l'institut Warburg à Londres. Avec Ernest Alfred Thompson Wallis Budge, il est considéré comme révolutionnaire pour son temps car ils suggèrent que la civilisation égyptienne, culturellement, religieusement et ethniquement découle de l'Afrique, au lieu de l'Asie.
Il a écrit quinze livres et monographies et environ 73 articles dans des revues au sujet de l'Égypte ancienne, l'archéologie et l'anthropologie culturelle, en particulier sur les systèmes religieux de l'antique Proche-Orient.
Erik Hornung dans son travail Conceptions of God in Ancient Egypt, The One and the Many, a reconnu sa dette envers le travail déjà accompli par Henri Frankfort.

## Publications
- The Mural Painting of el-Amarna, 1929 ;
- The Cenotaph of Seti I at Abydos, avec A. de Buck and B. Gunn, 1933 ;
- The City of Akhenaten, volume II, avec John Pendlebury, 1933 :
- Cylinder Seals: A Documentary Essay on the Art and Religion of the Ancient Near East, 1939 ;
- The Intellectual Adventure of Ancient Man, 1946 ;
- Ancient Egyptian Religion: an Interpretation, 1948 ;
- Kingship and the Gods, 1948 ;
- The Art and Architecture of the Ancient Orient, 1954.